# Cupressus ovensii
Cupressus ovensii là một loài thực vật hạt trần trong họ Cupressaceae. Loài này được A.F.Mitch. Silba mô tả khoa học đầu tiên năm 2006.